# 9e division de fusiliers motorisés
Pour les articles homonymes, voir 9e division.
La 9e division de fusiliers motorisés (russe : 9-я мотострелковая дивизия, numéro d'unité militaire 09332) est une division de l'Armée de terre soviétique. Elle est créée pendant la Guerre civile russe puis combat pendant la Seconde Guerre mondiale sous le nom de 9e division de fusiliers (russe : 9-я стрелковая дивизия). Elle devient en 1992 la 131e brigade de fusiliers motorisés.

## Histoire

### Guerre civile russe
La division est formée au sein de l'Armée rouge le 3 mai 1918 sous le nom de division d'infanterie de Koursk. Le 13 août, elle est renommée 1re division soviétique d'infanterie de Koursk. Le 3 octobre, elle prend le nom de 9e division de fusiliers,.

### Entre-deux-guerres
À partir de mai 1921, la division fait partie de l'armée indépendante du Caucase. La division est dissoute le 16 octobre 1921 et ses éléments forment les 1re et 2e brigades indépendantes de fusiliers du Caucase,. Le 8 juin 1922, ces deux brigades fusionnent dans la 1re division de fusiliers du Caucase, toujours au sein de l'armée indépendante du Caucase, renommée armée du Drapeau rouge du Caucase en 1923 (puis district militaire transcaucasien en 1935).
Le 28 février 1928, la division est nommée en l'honneur du comité central de la RSS de Géorgie. En septembre 1931, la division est transformée en 1re division de fusiliers de montagne du Caucase, puis renommée 9e division de fusiliers de montagne du Caucase le 21 mai 1936.

### Seconde Guerre mondiale
La 9e division de fusiliers de montagne reçoit le 3 septembre 1943 le nom de 9e division de fusiliers plastounes, en référence aux plastounes, ancien nom de détachements de tirailleurs cosaques. Elle perd à l'occasion son titre honorifique en l'honneur du comité central de la RSS de Géorgie.

### Guerre froide
À l'été 1945, la division s'installe à Maïkop et est rattachée au district militaire du Kouban (district militaire qui fusionne en mai 1946 dans le district militaire du Caucase du Nord). À l'été 1946, elle est réduite au format d'une brigade et renommée 8e brigade indépendante de fusiliers. Le 23 juillet 1949, la 8e brigade redevient une division et reprend le nom de 9e division de fusiliers de montagne (le 29e corps prenant le nom de 29e corps de fusiliers de montagne), puis 9e division de fusiliers en 1954,. Le 10 juin 1957, la division est transformée en 80e division de fusiliers motorisés (la même année, le 29e corps de fusiliers devient 29e corps d'armée). Le 11 janvier 1965, la division reprend le numéro 9 et devient la 9e division de fusiliers motorisés.
Dans les années 1960, le 29e corps d'armée part pour l'Extrême-Orient soviétique et la division passe au 12e corps d'armée (en).

## Composition
La 9e division de fusiliers de montagne a l'ordre de bataille suivant en 1941 :
- 36e régiment de fusiliers de montagne
- 121e régiment de fusiliers de montagne
- 193e régiment de fusiliers de montagne
- 251e régiment de fusiliers de montagne (jusqu'au 1er janvier 1942)
- 1329e régiment de fusiliers de montagne (à partir du 15 mai 1942)
- 256e régiment d'artillerie
- 55e groupe (divizion) indépendant antichar
- 26e escadron de cavalerie
- 140e bataillon de sapeurs
- 1432e compagnie indépendante de transmissions (puis 232e bataillon)
- 123e bataillon médical-sanitaire
- 161e compagnie automobile
- 104e boulangerie de campagne
- 156e infirmerie vétérinaire divisionnaire
- 203e bureau de poste de campagne (en)
- 216e bureau de campagne de la Gosbank.

Devenue 9e division plastoune, elle a alors l'ordre de bataille :
- 36e régiment de fusiliers plastoune
- 121e régiment de fusiliers plastoune
- 193e régiment de fusiliers plastoune
- 1448e régiment de sapeurs
- 256e régiment d'artillerie
- 55e groupe indépendant antichar
- 26e compagnie de reconnaissance
- 140e bataillon de sapeurs
- 232e bataillon de transmissions (ex-1432e compagnie)
- 123e bataillon médical-sanitaire
- 553e compagnie de lutte contre les gaz (puis 15e)
- 161e compagnie automobile (puis 185e)
- 104e boulangerie de campagne
- 156e infirmerie vétérinaire divisionnaire
- 203e bureau de poste de campagne
- 216e bureau de campagne de la Gosbank.

La division prend après-guerre l'ordre de bataille suivant :
- 36e régiment de fusiliers de montagne
- 121e régiment de fusiliers de montagne
- 193e régiment de fusiliers de montagne.

La division est renforcée au début des années 1950 par le 391e régiment de chars et d'automoteurs (ex-893e groupe indépendant d'artillerie automotrice). En 1957, 36e et 121e régiments de fusiliers gardent leurs numéros mais deviennent des régiments de fusiliers motorisés tandis que le 193e régiment de fusiliers prend le nom de 428e régiment de fusiliers et que le 391e régiment devient 391e régiment de chars. Le 256e régiment d'artillerie est renommé 341e régiment d'artillerie.
Dans les années 1980, l'ordre de bataille de la division est le suivant :
- 36e régiment de fusiliers motorisés (numéro d'unité militaire 69656),
- 121e régiment de fusiliers motorisés (numéro d'unité militaire 74216),
- 428e régiment de fusiliers motorisés (numéro d'unité militaire 42746),
- 391e régiment de chars (numéro d'unité militaire 61638),
- 340e régiment d'artillerie (numéro d'unité militaire 48448),
- 885e régiment de missiles antiaériens,
- 242e groupe indépendant de lance-roquettes multiples (numéro d'unité militaire 83385),
- 1328e groupe indépendant antichar,
- 107e bataillon indépendant de renseignement (numéro d'unité militaire 15347),
- 538e bataillon indépendant du génie (numéro d'unité militaire 77049),
- 521e bataillon indépendant de transmissions (numéro d'unité militaire 64409),
- Compagnie de protection chimique (numéro d'unité militaire 54987),
- 343e bataillon indépendant de réparation et de restauration (numéro d'unité militaire 36762),
- 29e bataillon indépendant médical (numéro d'unité militaire 33916),
- 1095e bataillon indépendant de soutien et de matériel (numéro d'unité militaire 26331),
- Bureau de contre-espionnage militaire  (numéro d'unité militaire 32789).